# 季多維奇 (基韋爾齊區)
50°52′19″N 25°28′13″E / 50.87194°N 25.47028°E
季多維奇（烏克蘭語：Дідовичі），是烏克蘭的村落，位於該國西部沃倫州，由盧茨克區負責管轄，始建於1887年，面積1.36平方公里，海拔高度186米，2001年人口266，人口密度每平方公里195.59人。